# Ирмингарда Баварская
Ирмингарда Мария Йозефа фон Виттельсбах (нем. Irmingard Marie Josepha von Wittelsbach, также известная как Ирмингарда Баварская (нем. Irmingard von Bayern;  29 мая 1923, Берхтесгаден, Бавария, Веймарская республика — 23 октября 2010, Лойтштеттен, Бавария, Германия) — титулярная принцесса Баварии из дома Виттельсбахов. Вместе с матерью и другими детьми Рупрехта Баварского была арестована осенью 1944 года и находилась в нацистских концлагерях до весны 1945. После освобождения посвятила свою жизнь искусству и благотворительности. За свою деятельность в области милосердия и благотворительности была награждена орденом Терезы.

## Происхождение
Принцесса Ирмингарда Мария Йозефа Баварская родилась 29 мая 1923 года в замке Берхтесгаден, Бавария. Она была вторым ребенком, старшей из пяти дочерей наследного принца Баварии Рупрехта и его второй жены, принцессы Антонии Люксембургской, и единокровной сестрой Альбрехта, герцога Баварии.

## Биография

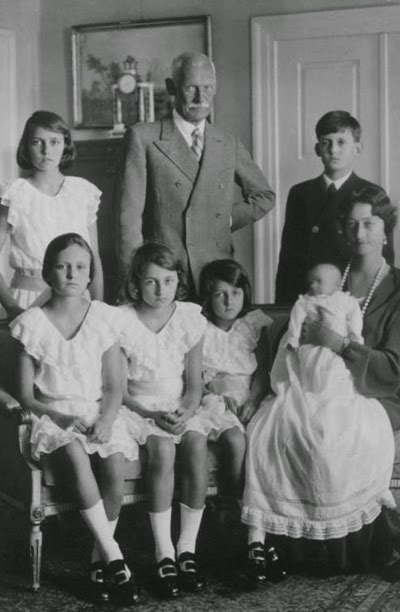
Ирмингарда Виттельсбах (стоит) с родителями, сёстрами и братом. 1935 год

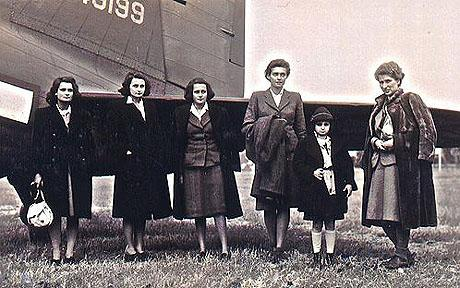
Ирмингарда (третья справа) с сестрами и графиней фон Беллегард. После освобождения из концлагеря. Аугсбург, май 1945 года.

Ирмингарда родилась в резиденции своего отца, замке Берхтесгаден. Она была второй из шести детей наследного принца Рупрехта. Детство она провела в Берхтесгадене и других резиденциях семьи: Лейхтенбергском дворце в Мюнхене, замке Лойтштеттен и замке Хоэншвангау. Чтобы его дочери не стали членами Союза немецких девушек, Рупрехт отправил их  в 1936 году в Англию. Там они обучались в монастыре Святого Сердца в Рохэмптоне (позже школе Уолдингема), вместе с их двоюродными сёстрами, принцессами Люксембурга.
Из-за преследования нацистскими властями в декабре 1939 года принц Рупрехт был вынужден бежать в Италию. Там его приютил король Италии Виктор Эммануил III, который предоставил ему убежище во Флоренции. Жена и дети присоединились к принцу в 1940 году. Семье Рупрехта было запрещено возвращаться в Германию.
В Италии Ирмингарда жила в основном в Риме, Флоренции и Падуе, где продолжила своё обучение в университете.
После неудачной попытки убийства Гитлера в июле 1944 года нацисты начали репрессии против всех, кто мог быть причастен к покушению. В результате были арестованы около 600 человек.
Рупрехт считался объединяющим звеном между баварскими монархистами и военными. Гестапо хотело арестовать принца по обвинению в участии в заговоре, но ему удалось скрыться и бежать из страны.
В соответствии с «древнегерманскими» законами о кровной вине (Sippenhaft) репрессиям подверглись и родственники заговорщиков. Гестапо арестовало жену Рупрехта принцессу Антонию и всех детей, за исключением Ирмингарды, которая в этот момент отдыхала с друзьями семьи на озере Гарда.  Антония заболела тифом и была госпитализирована в тюремную больницу Инсбрука. Других детей Рупрехта отправили в концентрационный лагерь Заксенхаузен. Ирмингарда была арестована в сентябре 1944 года в Южном Тироле. В тюрьме она также заболела тифом и была переведена в больницу, в которой находилась её мать. 
После того, как Ирмингарда выздоровела, её отправили в Заксенхаузен, где она воссоединилась с другими членами своей семьи. Когда они увидели Ирмингарду, то не узнали, так как из-за болезней у её выпали все волосы. В начале апреля 1945 года их перевели в Дахау. 30 апреля 1945 года они были освобождены Третьей американской армией.
Ирмингарда и её сестры сначала нашли убежище в Люксембурге, где царствовала сестра их матери Шарлотта. После непродолжительного возвращения в Германию Ирмингарда на год уехала в Соединенные Штаты, где в Монтане у её дяди принца Адольфа Шварценбергского было ранчо.
После освобождения из концентрационного лагеря Ирмингарда посвятила себя искусству — рисовала картины и написала автобиографическую книгу «Воспоминания юности. 1923—1950», в которой поделилась воспоминаниями, в том числе, и о жизни в концлагере.
Ирмингарда была страстной наездницей и фехтовальщицей, а также занималась скалолазанием. Многие из этих увлечений она разделяла со своим двоюродным братом, принцем Людвигом Баварским, за которого вышла замуж в 1950 году. Гражданская свадьба состоялась в Лойтштеттене (нем. Schloss Leutstetten), а религиозная церемония последовала на следующий день в замке Нимфенбург в Мюнхене. После смерти принца Рупрехта в 1955 году пара переехала в замок Лойтштеттен, где принцесса Ирмингарда продолжила жить до своей смерти в 2010 году. Похоронена на семейном кладбище Виттельсбахов в Андексском аббатстве.

### Семья
С 1950 года Ирмингарда Баварская была замужем за принцем Людвигом Баварским (1913—2008). В этом браке было рождено трое детей:
- Луитпольд (род. 1951) — титулярный принц Баварский, генеральный директор пивоварни König Ludwig Schlossbrauerei[1].
- Принцесса Мария Баварская (родилась и умерла 3 января 1953 года в Лойтштеттене)[1][8].
- Принцесса Филиппа Баварская (родилась и умерла 26 июня 1954 года в Лойтштеттене)[1].

## Комментарии
1. ↑  Рупрехт открыто выступал против НСДАП со времен «Пивного путча»[2]